# Oren Zetuni
Oren Zetuni (hebr. אורן זיתוני; ur. 18 lutego 1976) – izraelski piłkarz grający na pozycji pomocnika. Karierę zakończył w wyniku kontuzji w 2006.